# 対ナチス・ドイツ戦勝80周年記念パレード
対ナチス・ドイツ戦勝80周年記念パレード（ロシア語: Парад на Красной площади 9 мая 2025 года）は、2025年5月9日に赤の広場で実施された軍事パレード。大祖国戦争（独ソ戦）におけるソビエト連邦の勝利から80周年を記念して実施された。

## 概要

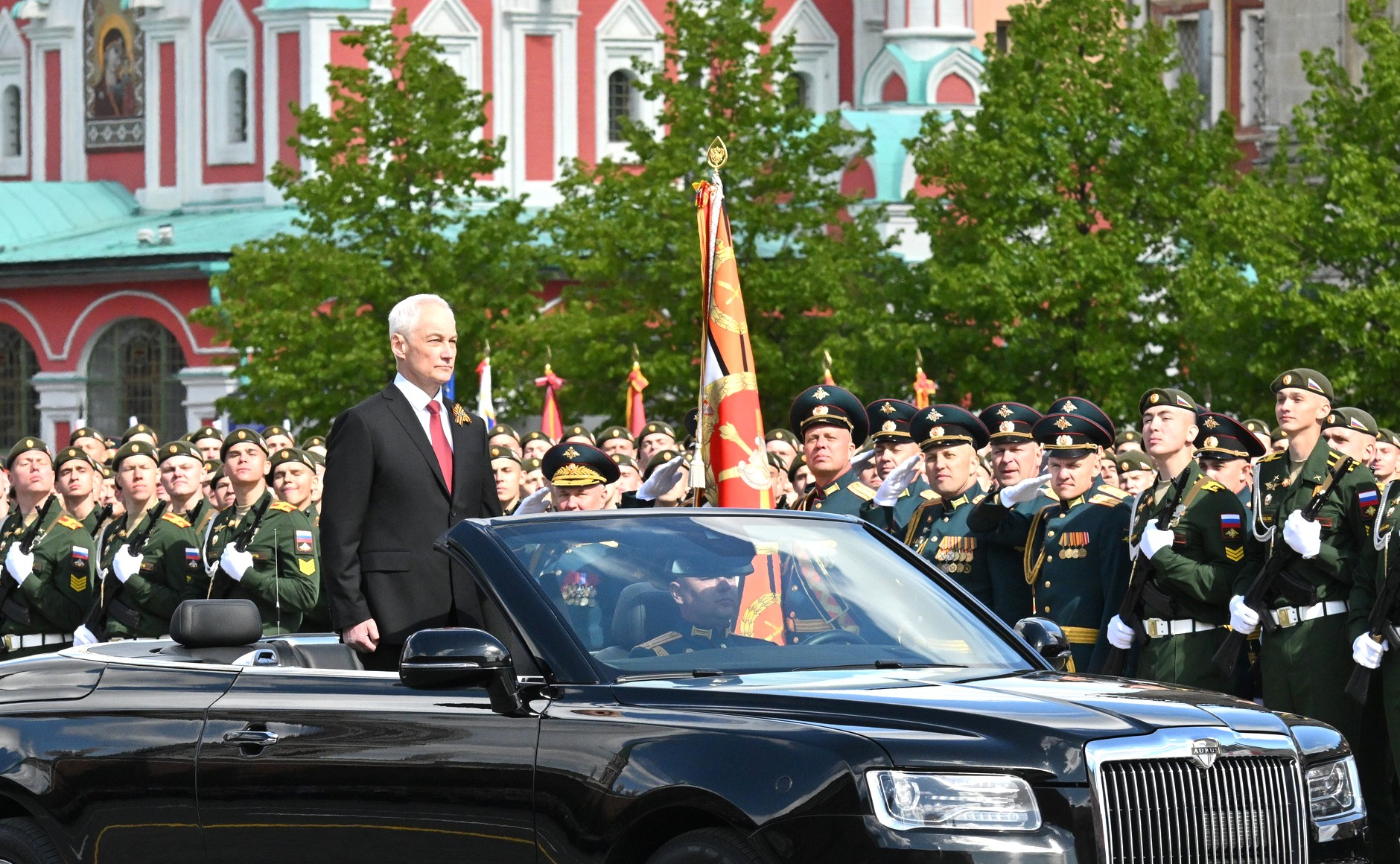
パレードでのベロウソフ国防大臣

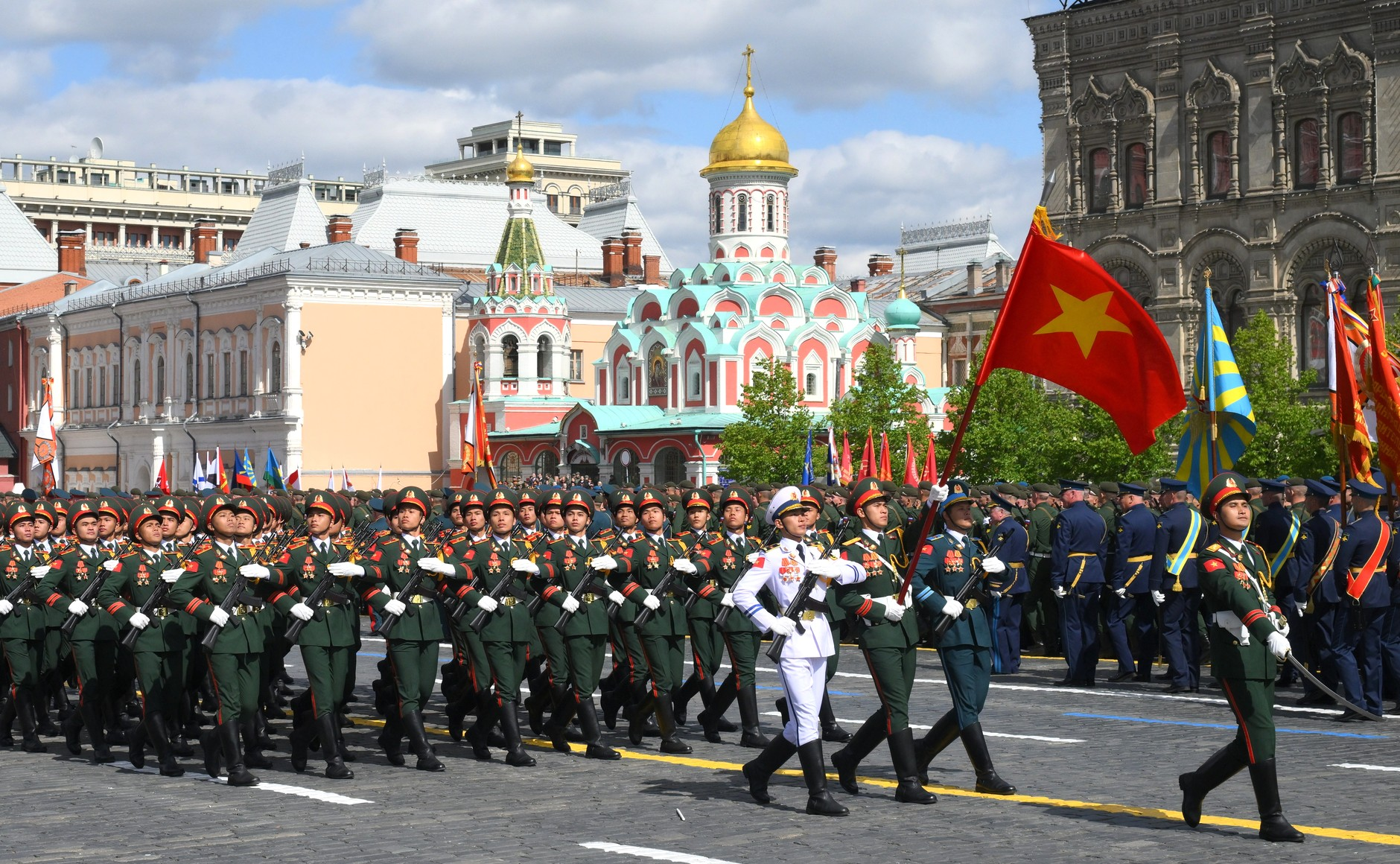
パレードを行進するベトナム軍

2012年以来、セルゲイ・ショイグが国防大臣として挨拶をしていたが2024年5月に退任したことで12年ぶりに交代し、新しく国防大臣となったアンドレイ・ベロウソフは軍服ではなくスーツを着用して登場した。また、スロバキアのロベルト・フィツォ首相が参加し、ロシアのウクライナ侵攻開始以来、初めてEUまたはNATO加盟国の元首が参加した。
独立国家共同体の国々を含む13の外国軍がパレードに参加し、エジプト・ラオス・ミャンマー・ベトナムが初めて参加した。T-34とSU-100を筆頭にパレードは始まり、その後、BMP-2、クルガネツ-25、T-72B3M、T-80BVM、T-90Mプラルィヴ、偵察車両、医療車両、イスカンデルMやS-400などのミサイルシステムが披露された。また、ランセットやシャヘド136などの無人航空機が初めて披露され、ドローンの役割の高まりが浮き彫りにされた。パレードは、ロシアンナイツとスウィフトのSu-30SMとMiG-29による編隊飛行で締めくくられた。

## 参加した首脳一覧

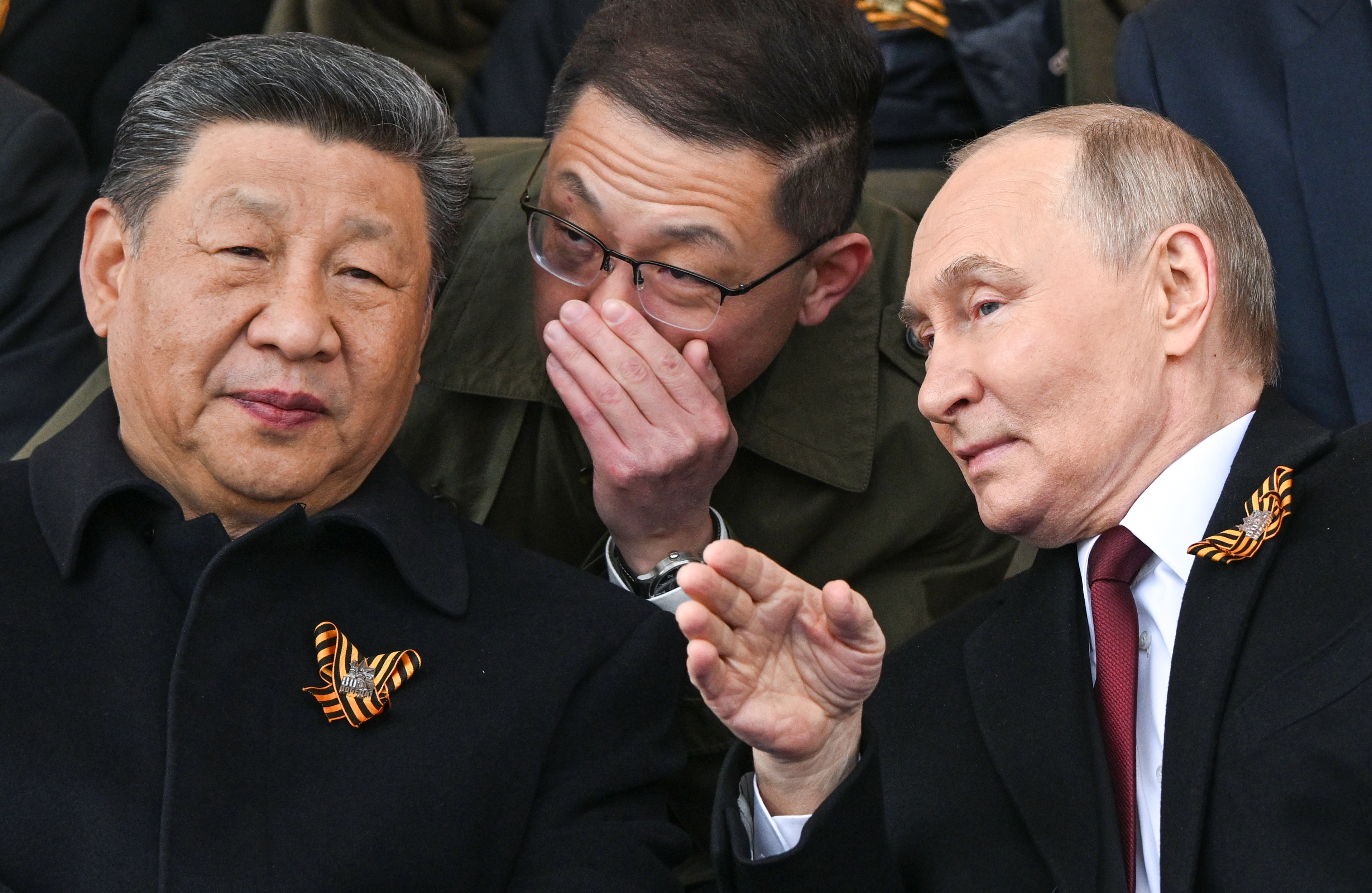
記念パレードでの習近平とウラジーミル・プーチン

- ブラジル ルイス・イナシオ・ルーラ・ダ・シルヴァ大統領
- ミャンマー ミン・アウン・フライン国家行政評議会議長、首相
- 中国 習近平中央委員会総書記 (中国共産党)
- モンゴル ウフナーギーン・フレルスフ大統領
- キューバ ミゲル・ディアス＝カネル中央委員会第一書記 (キューバ共産党)
- ベラルーシ アレクサンドル・ルカシェンコ大統領
- ベトナム トー・ラム中央執行委員会書記長 (ベトナム共産党)
- スロバキア ロベルト・フィツォ首相
- セルビア アレクサンダル・ヴチッチ大統領
- ブルキナファソ イブラヒム・トラオレ大統領
- アルメニア ニコル・パシニャン首相
- コンゴ ドニ・サスヌゲソ大統領
- エジプト アブドルファッターフ・アッ＝シーシー大統領
- 赤道ギニア テオドロ・オビアン・ンゲマ大統領
- エチオピア タイエ・アツケセラシエ大統領
- ギニアビサウ ウマロ・シソコ・エンバロ大統領
- ベネズエラ ニコラス・マドゥロ大統領
- ジンバブエ エマーソン・ムナンガグワ大統領
- アブハジア バドラ・グンバ大統領
- 南オセチア アラン・ガグロエフ大統領
- スルプスカ ミロラド・ドディク大統領
- パレスチナ マフムード・アッバース大統領
- カザフスタン カシムジョマルト・トカエフ大統領
- キルギス サディル・ジャパロフ大統領
- タジキスタン エモマリ・ラフモン大統領
- トルクメニスタン セルダル・ベルディムハメドフ大統領
- ウズベキスタン シャフカト・ミルジヨエフ大統領

## 参加部隊および車両
太文字 は初参加、斜線は複数回の参加、太文字かつ斜線は再参加を示す。

### 指揮官
- アンドレイ・ベロウソフ国防大臣 (観閲官)
- オレグ・サリュコフ陸軍総司令官 (受閲部隊指揮官)

### 軍楽隊
- ロシア連邦軍軍楽隊（英語版）– ティモフェイ・マヤキン（英語版）少将
- モスクワ軍事音楽大学（英語版）鼓笛隊 – アレクサンドル・ゲラシモフ大佐

### 歩兵行進列
- 第154独立警備プレオブラジェンスキー連隊旗衛隊
- 第154独立警備プレオブラジェンスキー連隊 第1儀仗大隊第1儀仗中隊
- 先導旗および歴史的連隊旗
- 歴史的部隊
  - 歩兵
  - 航空兵
  - 水兵
  - 戦闘工兵
  - 偵察兵
  - ソ連国境警備隊（英語版）
  - ナロードナエ・オポルチェニイェ（英語版）（民兵部隊）
  - 合同ドン・コサック中隊
- 外国軍
  -  コマンド旅団（アゼルバイジャン）（英語版）
  -  ベラルーシ特殊作戦軍第5特殊任務旅団
  -  カザフスタン空中機動軍第37空挺旅団
  -  キルギス国家親衛隊
  -  タジキスタン空中機動軍（英語版）第7空挺旅団
  -  独立儀仗大隊（トルクメニスタン）（英語版）
  -  タシケント軍管区（英語版）部隊
  -  ベトナム人民軍第1士官学校[3]
  -  エジプト軍憲兵分遣隊
  -  儀仗大隊（中国）（英語版）
  -  ラオス人民軍
  -  モンゴル国軍混成部隊
  -  ミャンマー軍混成部隊
- スヴォーロフ士官学校（英語版）
- ナヒーモフ海軍士官学校（英語版）
- クロンシュタット海軍少年兵団（英語版）
- 青少年軍モスクワ支部
- 特別軍事作戦参加者部隊 [4]
- ロシア陸軍合同連隊
  - 総合軍種軍事大学（英語版）
  - 国防省軍事大学（英語版）
  - 兵站士官学校（英語版）（A.V.フルヨフ兵站士官学校）
  - ミハイロヴィチ大公砲兵士官学校
- 軍教育機関女性士官候補生合同連隊
- ロシア航空宇宙軍合同連隊
  - ジュコーフスキー・ガガーリン空軍士官学校
  - アレクサンドル・モジャイスキー宇宙軍士官学校
- ロシア海軍合同連隊
  - ウシャコフバルト高等海軍学校（英語版）
  - 海軍工科大学
  - ピョートル大帝海軍士官学校（英語版）士官候補生隊
  - 太平洋海軍高等学校（英語版）
- ピョートル大帝戦略ロケット軍軍事アカデミー（英語版）
- リャザン空挺軍大学
- モスクワ国境警備学校（英語版）
- チュメニ高等指揮士官学校（英語版）士官候補生および第1・第28・第45工兵旅団による工兵部隊[4]
- 鉄道部隊第38独立鉄道旅団
- NBC保護軍事アカデミー（英語版）
- 憲兵部隊
- 非常事態省民間防衛アカデミー（英語版）
- 独立作戦任務師団
- クバンおよびテレク・コサック軍団のコサック隊
- モスクワ高等統合軍司令学校（英語版）